# Calymmaria suprema
Espèce
Calymmaria suprema est une espèce d'araignées aranéomorphes de la famille des Cybaeidae.

## Distribution
Cette espèce se rencontre aux États-Unis dans le Nord-Ouest de la Californie, dans l'Ouest de l'Oregon et dans l'Ouest de l'État de Washington et au Canada dans le Sud-Ouest de la Colombie-Britannique,,.

## Description
Les femelles mesurent de 6,51 à 8,63 mm et les mâles de 6,90 à 9,75 mm.

## Publication originale
- Chamberlin & Ivie, 1937 : New spiders of the family Agelenidae from western North America. Annals of the Entomological Society of America, vol. 30, p. 211-230.